# Caymanostella phorcynis
Caymanostella phorcynis är en sjöstjärneart som beskrevs av Ross Robert Mackerras Rowe 1989. Caymanostella phorcynis ingår i släktet Caymanostella och familjen Caymanostellidae.
Artens utbredningsområde är havet kring Nya Zeeland. Inga underarter finns listade i Catalogue of Life.